# Cathédrale Notre-Dame-de-Fátima de Karaganda
Pour les articles homonymes, voir Cathédrale Notre-Dame-de-Fátima.
La cathédrale Notre-Dame-de-Fátima de Karaganda est une cathédrale catholique de style néo-gothique. Elle est le siège du diocèse de Karaganda, au Kazakhstan. Elle a été construite entre 2003 et 2012, et a été consacrée par le cardinal Angelo Sodano le 9 septembre 2012.

## Historique
C'est en 2003 que Jan Paweł Lenga, administrateur apostolique de Karaganda, obtient la permission des autorités d'acquérir un terrain pour l'édification d'une nouvelle cathédrale, l'ancienne cathédrale Saint-Joseph étant devenue trop petite.
La nouvelle cathédrale est construite entre 2003 et 2012, et est consacrée par le cardinal Angelo Sodano le 9 septembre 2012,.
Elle est financée par des dons venus de l'étranger afin de ne pas oublier les victimes des persécutions du régime communiste qui envoya de nombreux prêtres et laïcs catholiques dans le complexe correctionnel du « Karlag ». Athanasius Schneider prend une part active dans la recherche de financements venant d'Allemagne.
De style néo-gothique, elle est construite selon les plans de Vladimir Sergueïev. 
C'est en ces lieux qu'est célébrée la cérémonie de béatification de Władysław Bukowiński, le 11 septembre 2016, par le cardinal Amato.